# Асс, Кирилл Евгеньевич
Кири́лл Евге́ньевич Асс (род. 20 мая 1974, Москва) — российский архитектор, куратор, художник, публицист.

## Биография
Представитель династии архитекторов: отец — Евгений Асс, дед — Виктор Асс. Окончил Московский Архитектурный Институт в 1998 году. С 1998 по 2004 год работал в нескольких архитектурных компаниях, в том числе в московском офисе William Alsop architects (1996—2000). С 2004 года работает в бюро Александра Бродского (Москва). С 1997 года выступает как художник, участник выставок в России и за рубежом. В 2003 и 2004 гг. был сокуратором выставок «АрхМосква» (Центральный дом художника, Москва).
Публикуется в журнале «Проект Россия» и «Проект Балтия», с 2008 года — архитектурный колумнист портала «OpenSpace» и Colta, автор статей в журналах «АртХроника» и «Сеанс». Занимается преподавательской деятельностью: с 2009 года преподает в МАРХИ в Мастерской Экспериментального учебного проектирования, с 2012 — преподаватель Московской архитектурной школы (МАРШ), периодически читает лекции и проводит воркшопы в Институте «Стрелка» (Москва).
С 2008 по 2011 работал в тандеме с Анной Ратафьевой. Совместные проекты: кураторский проект «Палладио сейчас» (Музей Архитектуры, Москва, 2008), инсталляции «Равнина», (для Гильдии 1064, Москва, 2009; Милан, 2010), «Dramatis Personae», «Прилив» (ЦСК Гараж, 2010, 2011); перформанс «Guardia», выставка Imperfetto, (Болонья, 2011), «Отдых» (Екатеринбург, 2010).
С 2013 года работает с Надеждой Корбут, занимается преимущественно архитектурным проектированием художественных выставок, кураторской работой. Совместные с Н.Корбут архитектурные проекты выставок «Кунсткамера Яна Шванкмайера» (2013) в Музее современного искусства «Гараж», «Взгляни в глаза войны» (2014, совместно с Евгением Ассом и Павлом Лунгиным) в Музейно-выставочном объединении «Манеж», «Современники будущего» (2015) и «До востребования» (2016) в Еврейском музее и центре толерантности, «200 ударов в минуту» (2015, Политехнический музей и ММСИ), «Петер Вайбель: Revolution» (2015) и «Вертограды Михаила Шварцмана» (2016), ММСИ, «Гелий Коржев», «Иван Айвазовский» в ГТГ (2016, совместно с Евгением Ассом), «Щукин. Биография коллекции» в ГМИИ им. А. С. Пушкина (2019).
Архитектор и куратор выставки «Излучения» (ГЦСИ, Нижний Новгород, 2016).
Живёт и работает в Москве.

## Персональные выставки и проекты
2011 — «Битва при Гастингсе», для Гильдии 1064. Пространство Мел, Москва
2010 — «Gli Uccelli; Campagna», две инсталляции, Galleria Nina Lumer, Милан
2006 — «Не Те». Галерея Лизы Плавинской, Москва
2006 — Неглинка или Обскурантизм, Московский центр искусств на Неглинной, Москва
2006 — «22 VI 1941», Музей архитектуры им. А. В. Щусева, Москва
2002 — «Серый Проект», Музей Архитектуры им. А. В. Щусева, Москва.

## Групповые выставки (выборочно)
2012 — «Элегия», инсталляция на выставке DoReMi, Санремо, Италия
2012 — «Amista», инсталляция на первой Биеннале современного искусства в Оджоно, Лаго Мадджоре, Италия
2012 — Пыль, Лаборатория Art&Science, Москва
2011 — Фантомные монументы, ЦСК Гараж, Москва
2011 — «Гвардия», перформанс на выставке «SVOBODA», Spazio Carbonesi, Болонья
2011 — Битва При Гастингсе, Инсталляция для Гильдии 1064, пространство MEL, Москва
2011 — Выставка «АССЫ: В. Е.К.», галерея ВХУТЕМАС, МАРХИ, Москва
2010 — Двоесловие/Диалог, Притвор Домового храма святой мученицы Татианы при Московском Государственном Университете им. М. В. Ломоносова
2010 — «Равнина», инсталляция для Гильдии 1064 на выставке «Местная Мода», Красный Октябрь, Москва.
2010 — Отдых. 1-я Индустриальная биеннале современного искусства, Екатеринбург
2002 — «Конец лета» инсталляция, выставка АртКлязьма.
1999 — ХВ! акция, Московский планетарий, совместно с группой Синий суп